# アブサン博物館
アブサン博物館（アブサンはくぶつかん、Le musée de l'Absinthe）はフランス、オーヴェル＝シュル＝オワーズにある私設博物館。

## 概要
Marie-Claude Delahaye(マリー・クロード・ドラエ)が館長である。アブサンに関する展示、かなり古いアンティーク品なども見ることができる博物館的要素の濃い美術館で、ゴッホが死去した場所としても知られるオーヴェル＝シュル＝オワーズにある。館長はアブサンスプーンのデザインに興味を持ったのをきっかけに、すぐにアブサンの世界のとりことなる。パリの図書館や蚤の市に通いつめて、膨大な量のアブサンに関する情報やグッズを収集している。今やアブサン本を何冊も執筆し出版もされている。
アルフォンス・カレ通り44番地に所在（地図 - Google マップ）。50メートル西にオヴェール城（地図 - Google マップ）がある。